# Brun Motorsport

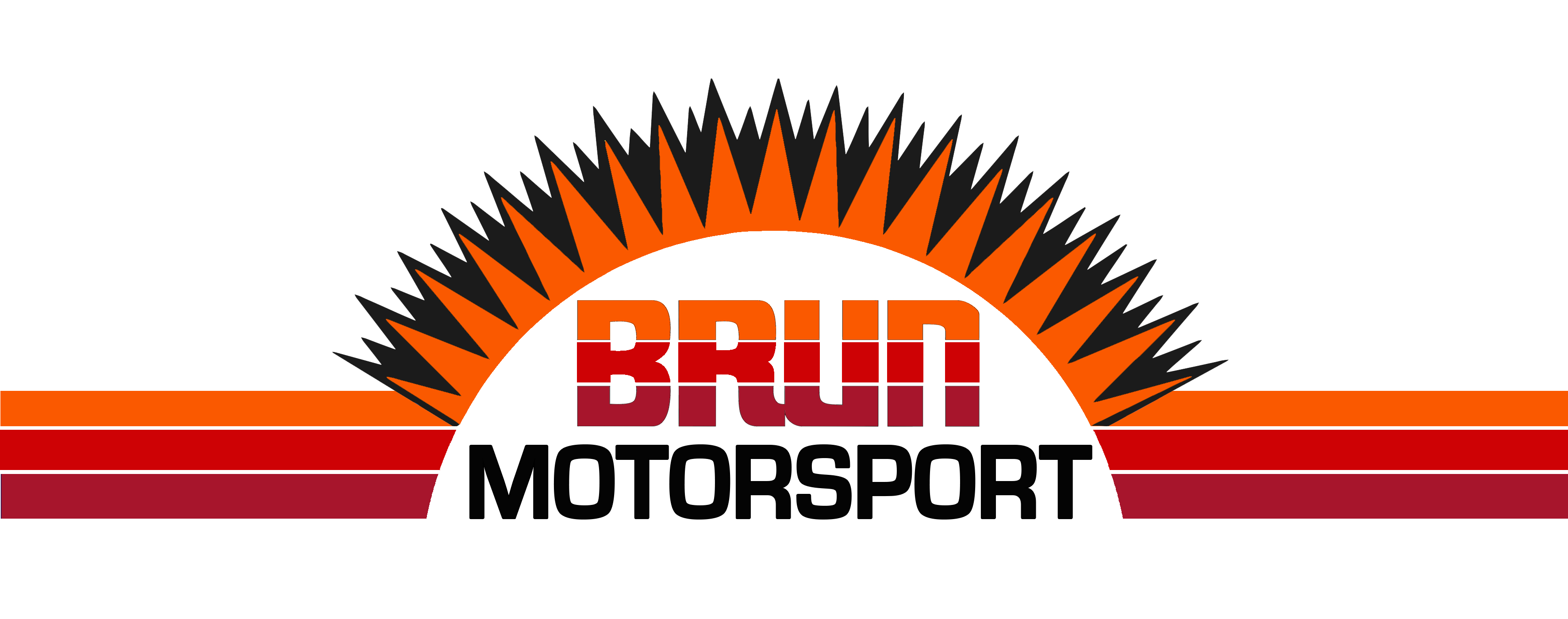

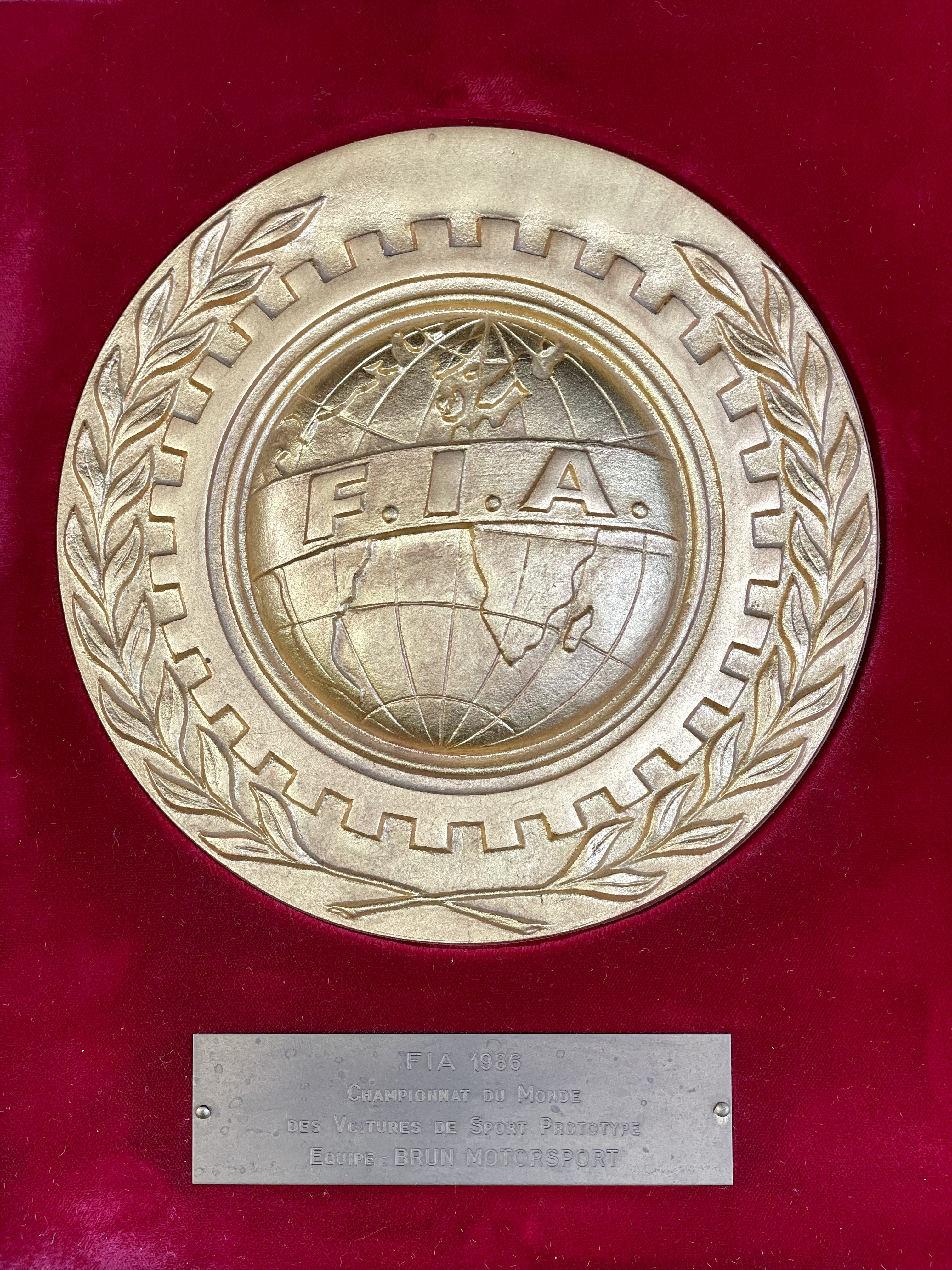
1986 Championnat du Monde

Brun Motorsport war ein Schweizer Automobilsportteam, das 1983 von Walter Brun gegründet wurde. Das Team nahm als Privatteam dauerhaft an Sportwagenrennen zuerst mit Sehcar SHS C6, BMW M1, BMW 635 und später mit Porsche 956 und Porsche 962 in verschiedenen internationalen und nationalen Meisterschaften teil. Der größte Erfolg ist der Titel in der Sportwagen-Weltmeisterschaft 1986. Ein Jahr später wurde das Team von Walter Brun Vize-Weltmeister. 1989 war es nochmals bestes Privat Team der Sportwagen-Weltmeisterschaft mit Rang drei. Später (1991) wurde es ein eigenständiger Konstrukteur. In England wurde der Brun Judd C91 konstruiert. Walter Brun war ebenfalls ein Teil des Formel-1-Teams EuroBrun Racing, das von 1988 bis 1990 drei Jahre in der Formel 1 teilnahm. 1992 wurde das Team aufgelöst.

## Geschichte als Rennteam

### Die Anfänge und erste Höhenflüge
Nachdem Walter Brun 1982 für das Team GS-Tuning und dessen Partner Sauber Motorsport in der Sportwagen-Weltmeisterschaft und in der Deutschen-Rennsport-Meisterschaft angetreten war, übernahm er das marode Unternehmen GS-Tuning und benannte es für die Saison 1983 in Brun Motorsport um. Brun Motorsport übernahm anfangs die BMW M1 und einen Sauber SHS C6 von GS-Tuning, den zweiten Sehcar SHS C6 gehörte schon Walter Brun. Das neue Team behielt auch Hans-Joachim Stuck und Harald Grohs als Fahrer, während Walter Brun ebenfalls hinter dem Steuer saß.
Nach anfänglichen Problemen mit dem Sehcar erhielt Brun als einer der ersten Privatiers einen Porsche 956 (956.111), welcher sowohl in der Sportwagen-Weltmeisterschaft als auch in der Deutschen Rennsport-Meisterschaft zum Einsatz kam. Mit dem neuen Fahrzeug war Brun sofort konkurrenzfähig und Walter Brun fuhr bei einem Rennen der Interserie auf dem Autodrom Most den ersten Sieg für sein Team ein. Auf diesen ersten Erfolg folgte ein vierter Platz beim 1000-Kilometer-Rennen von Spa-Francorchamps.
1984 wurde das Sehcar-Projekt nicht weitergeführt. Stattdessen kaufte das Team einen zweiten Porsche 956 (956.116), den 956.111 wurde nun von Massimo Sigala und Oscar Larrauri gefahren. Mit Jägermeister und Warsteiner erhielt das Team auch neue Sponsoren. Brun, der mit beiden Porsche 956 nun seine erste volle Saison in der Sportwagen-Weltmeisterschaft und in der Deutschen Rennsport-Meisterschaft bestritt, konnte seine Leistung während der Saison kontinuierlich steigern. Auf einen vierten Platz beim Saisonauftakt, dem 1000-Kilometer-Rennen von Monza folgte ein vierter und ein siebter Platz beim 24-Stunden-Rennen von Le Mans sowie ein dritter und ein vierter Platz beim 1000-Kilometer-Rennen von Spa-Francorchamps. Schließlich erzielte Brun Motorsport beim 1000-Kilometer-Rennen von Imola seinen zweiten Rennsieg mit Stefan Bellof und Hans Joachim Stuck in der Geschichte des Teams. Kurz darauf konnte ein Sieg bei einem Lauf der Deutschen Rennsport-Meisterschaft auf dem Nürburgring errungen werden, auf den wenig später ein Sieg bei einem Rennen der Interserie auf derselben Strecke folgte. Brun sicherte sich am Ende der Saison seine erste Meisterschaft, als die Teamwertung in der Deutschen Rennsport-Meisterschaft gewonnen werden konnte, während Stefan Bellof, der sowohl für Brun als auch für die Werks Mannschaft von Porsche fuhr, wurde Fahrer Weltmeister und Deutscher Meister.

### Triumph und Tragödie

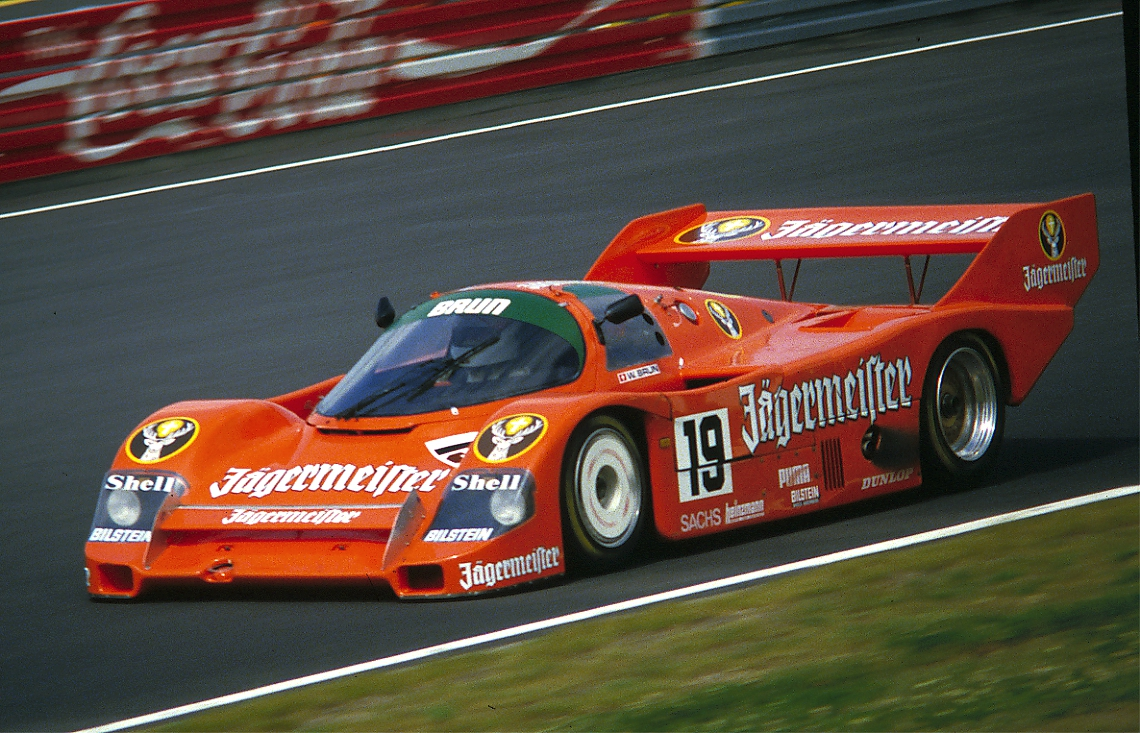
Porsche 956 von Brun 1985 auf dem Nürburgring

Für die Saison 1985 ergänzte Brun seine Fahrzeugflotte von zwei Porsche 956 durch einen neuen Porsche 962C. Das Team begann, die in diesem Jahr kombiniert ausgetragene Interserie und Deutsche Rennsport-Meisterschaft zu dominieren und erzielte fünf Rennsiege. Hans-Joachim Stuck wurde Vizemeister hinter Joest’s Jochen Mass. In der Sportwagen-Weltmeisterschaft blieb das Team dennoch sieglos. Zwar erzielte Brun einen dritten Platz in Mugello und einen zweiten Platz auf dem Hockenheimring, doch hatte es oft Schwierigkeiten, das Ziel zu erreichen. Somit gelang in der Teamwertung nur der sechste Meisterschaftsplatz. Beim 1000-Kilometer-Rennen von Spa-Francorchamps musste das Team einen schweren Rückschlag hinnehmen, als Stefan Bellof tödlich verunglückte.
Gestützt auf die sportlichen Erfolge 1985 begann Walter Brun, sein Team für die Saison 1986 weiter auszubauen. Zwei weitere Porsche 962C wurden gekauft, wobei einer ausschließlich bei ausgewählten Rennen in der nordamerikanischen IMSA-GT-Meisterschaft zum Einsatz kam. Dort gelang Brun Motorsport bei fünf Rennteilnahmen als bestes Ergebnis ein zweiter Platz hinter Meister Al Holbert in Watkins Glen. Zurück in Europa kehrte das Team in die Sportwagen-Weltmeisterschaft zurück. Nachdem Brun im vergangenen Jahr die Zielankunft beim 24-Stunden-Rennen von Le Mans verwehrt geblieben war, gelang dem Team dieses Mal Platz zwei. Der erste Saisonsieg gelang in Jerez, das Team errang sogar einen Doppelsieg, ein weiterer folgte in Spa-Francorchamps. Obwohl nur einer der Siege für die Team Meisterschaft zählte und Brun Motorsport nur in vier Läufen Punkte erzielen konnte, reichte dies, um die Jaguar- und Porsche-Werksteams zu schlagen und die Teamwertung in der Sportwagen-Weltmeisterschaft für sich zu entscheiden. Brun schloss die erfolgreiche Saison mit einem Sieg in der Interserie auf dem Österreichring ab.
Das Jahr 1987 begann erfolgreich, als Brun Motorsport die Saison mit einem zweiten Platz beim 24-Stunden-Rennen von Daytona eröffnete. Dennoch verlor Brun seine Rolle als dominierendes Team in der Sportwagen-Weltmeisterschaft an das aufstrebende Jaguar-Werksteam. Auch im Supercup, Nachfolgeserie der Deutschen Rennsport-Meisterschaft, hatte Brun Schwierigkeiten. Somit musste das Team zum ersten Mal seit seinem Bestehen eine sieglose Saison hinnehmen, obwohl gelegentlich auch starke Leistungen gelangen. Konstante vordere Platzierungen in der Sportwagen-Weltmeisterschaft reichten Brun allerdings nicht, um seinen Titel zu verteidigen. Dennoch konnte Brun sich auf Platz zwei als bestes Porsche-Team behaupten.

### Gescheitertes Formel-1-Projekt und Niedergang

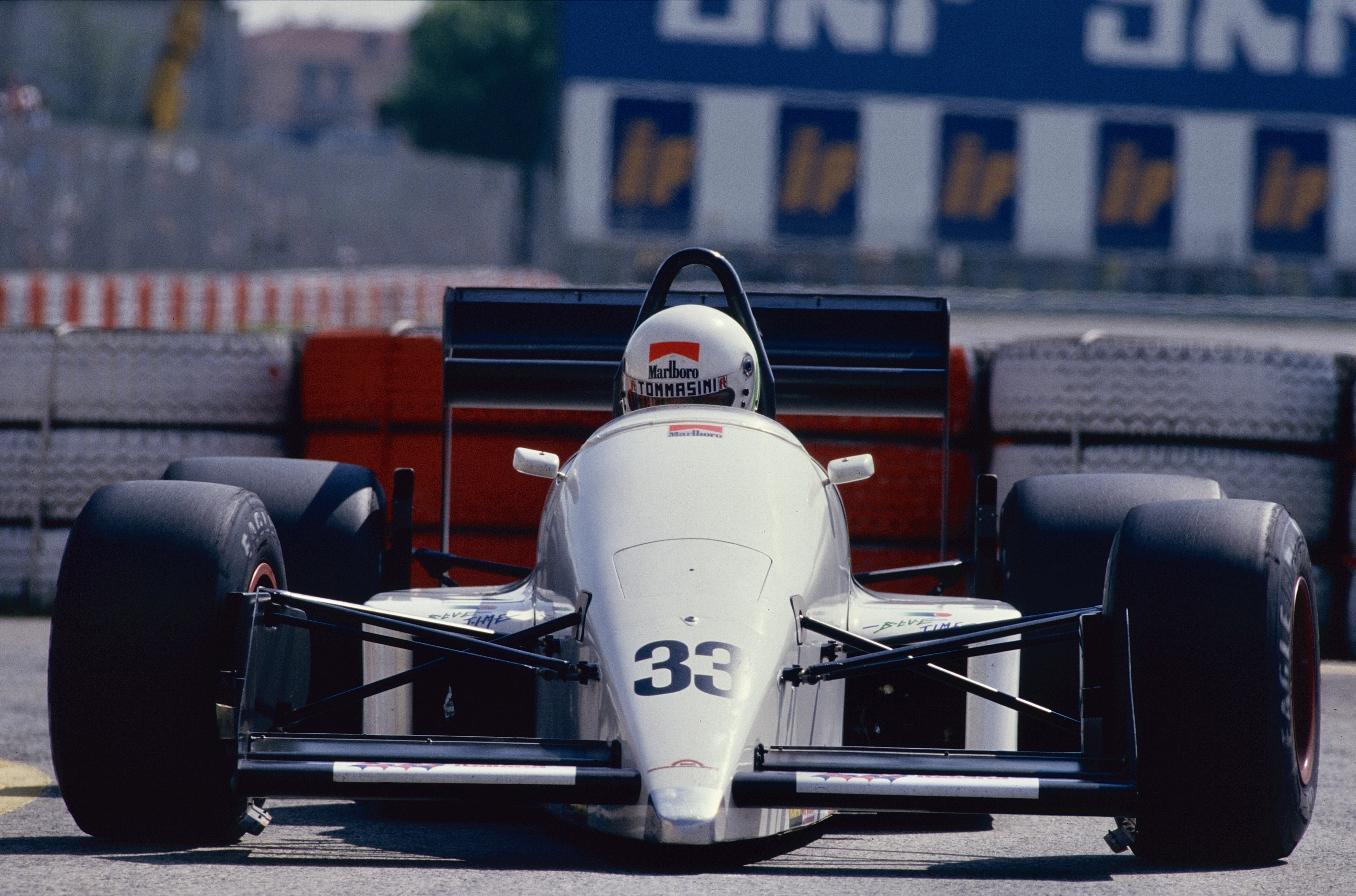
1988 GP Imola Stefano Modena - Eurobrun

Aufgrund seines großen Erfolges und in der Hoffnung, seinem Fahrer Oscar Larrauri ein Cockpit in der Formel 1 zu verschaffen, schloss Brun sich 1988 mit Euroracing zu EuroBrun zusammen. Obwohl Walter Brun die Finanzierung des Unternehmens sicherstellte, traf Euroracing zum größeren Teil die Entscheidungen des Formel-1-Teams. Das Team war allerdings chancenlos, und da Brun sich nun weniger auf sein Sportwagenteam konzentrieren konnte, blieben auch dort zunehmend die Erfolge aus. Auch mit Unterstützung des neuen Sponsors Repsol konnte das Team nur einen einzelnen Sieg bei einem Rennen der Interserie erringen. Brun rutschte in der Sportwagen-Weltmeisterschaft auf Platz vier hinter Jaguar, Sauber-Mercedes und Joest ab.
Als Walter Brun 1989 sein Engagement für EuroBrun reduzierte, versuchte er, sein Sportwagenteam umzustrukturieren.

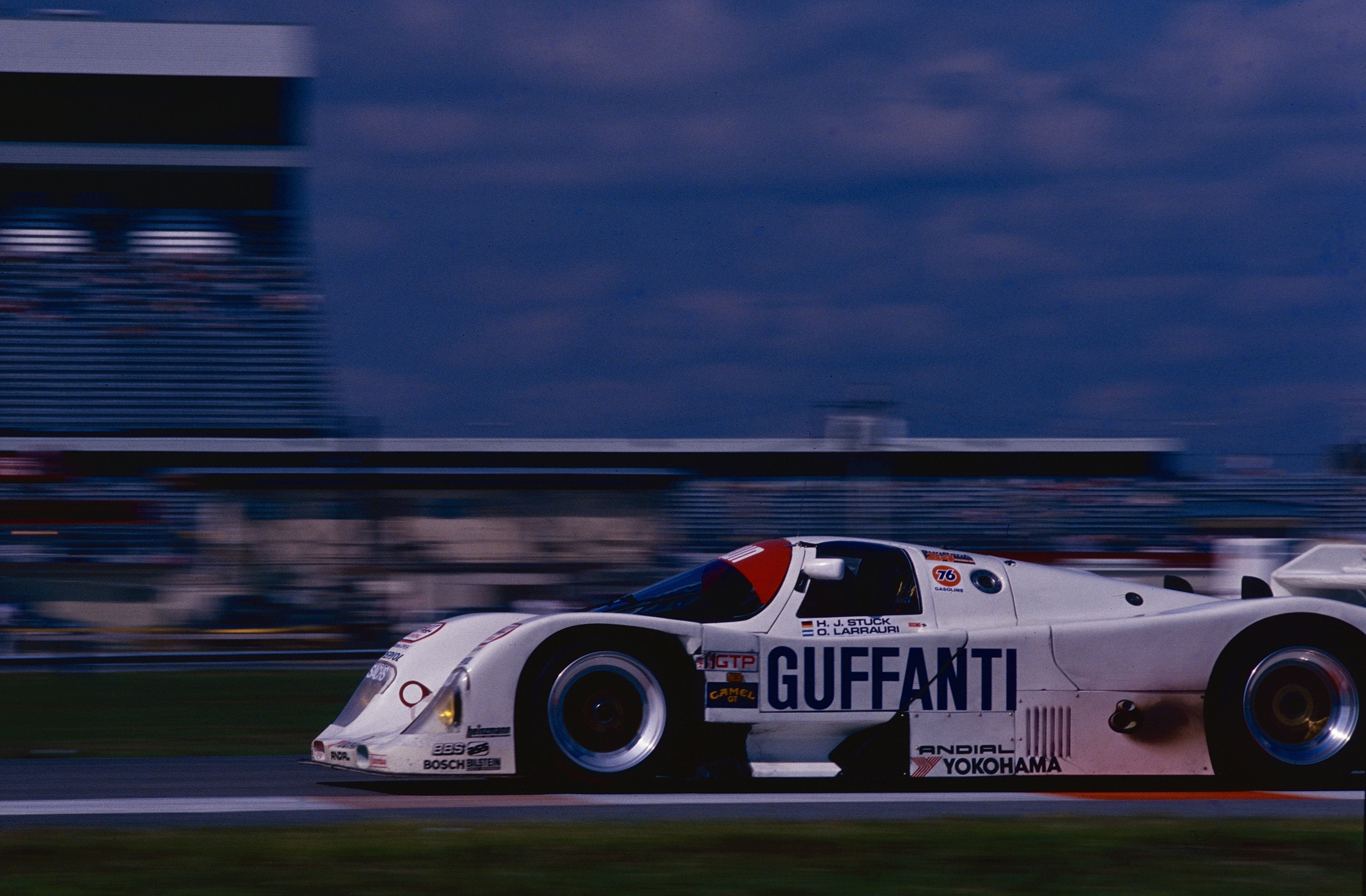
1989 24H Daytona 3rd (Stuck-Brun-Larrauri)

Nach dem 24-Stunden-Rennen von Daytona, welches das Team auf dem dritten Platz beendete, zog Brun sich aus der IMSA-GT-Meisterschaft zurück und stieg stattdessen in die All Japan Sports Prototype Championship ein, in der das Team bei seinem Debütrennen Platz drei erreichte. In der Sportwagen-Weltmeisterschaft gelangen Brun Motorsport nur zwei Podiumsplatzierungen, kam aber dank konstantem Gewinn von Punkten auf den dritten Meisterschaftsplatz. Dabei wurde sowohl Jaguar als auch die Neueinsteiger Nissan, Toyota und Aston Martin geschlagen.

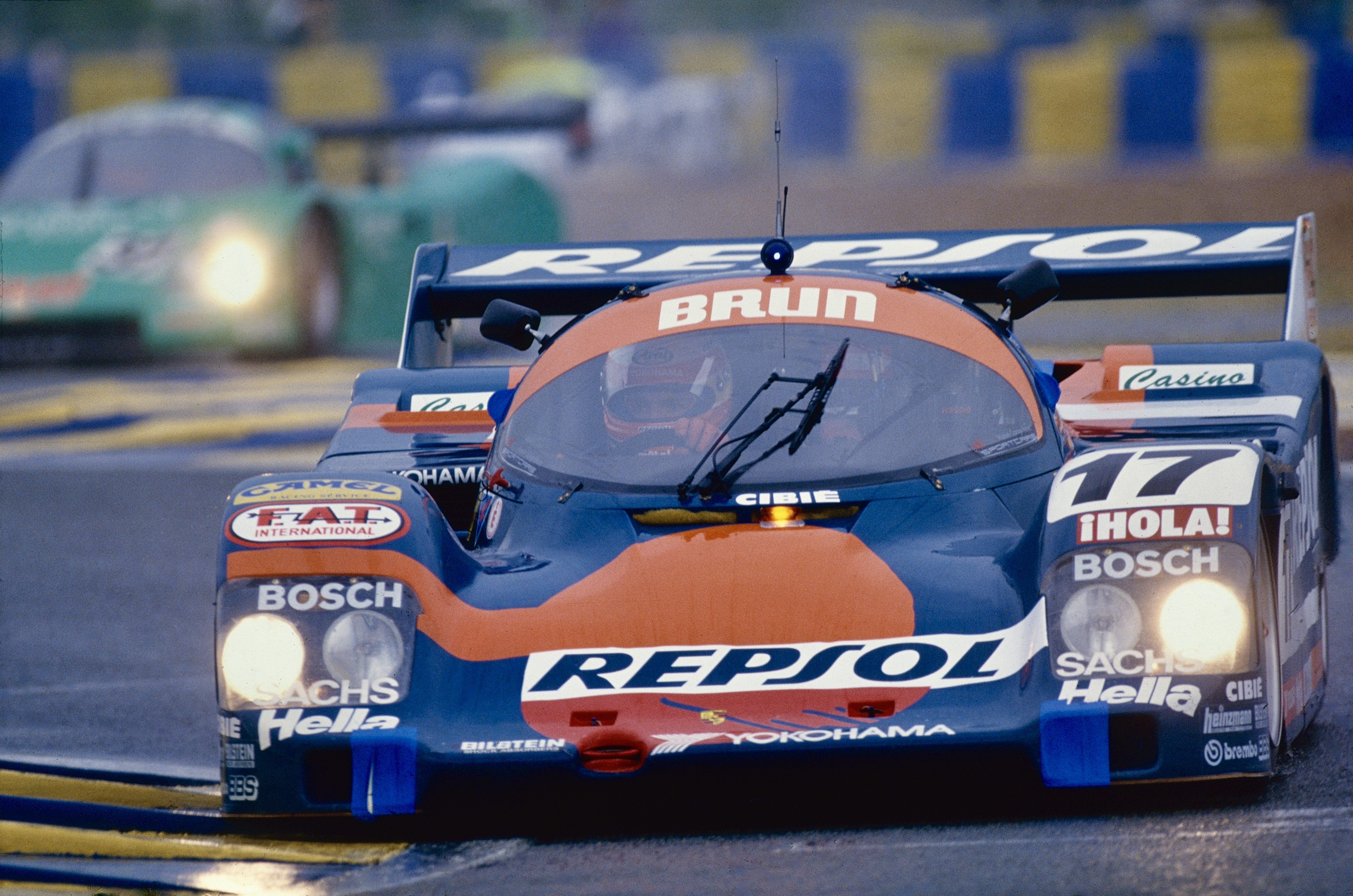
1991 Le Mans, auf dem Photo ist der letzte Porsche 962 zu sehen, die #177.

Da Walter Brun für EuroBrun weiterhin viel Geld ausgab und der deutsche Supercup aufgelöst wurde, verkleinerte er sein Team zur Saison 1990. Das Engagement in Japan gab er ebenfalls wieder auf und das Team konzentrierte sich nun fast ausschließlich auf die Sportwagen-Weltmeisterschaft. Trotz hohem Einsatz blieben Punkte eine Seltenheit, ein vierter Platz in Spa-Francorchamps war das beste Ergebnis der Saison. In der Teamwertung fiel Brun auf Platz sieben ab.
Nach der Saison 1990 wurde das erfolglose Formel-1-Team EuroBrun aufgelöst. Zur selben Zeit wurde in der Sportwagen-Weltmeisterschaft ein neues Reglement eingeführt, nach dem die Porsche 962C von Brun ab 1992 nicht mehr zugelassen sein würden. Porsche entwickelte jedoch keinen Nachfolger für den Porsche 962C. Statt ein Fahrzeug eines anderen Herstellers zu kaufen, entschloss Brun sich, mithilfe der aus der Formel 1 gewonnenen Erfahrung ein eigenes Fahrzeug zu entwickeln. Mit dem sogenannten Brun C91 wollte das Team nun die Sportwagen-Weltmeisterschaft bestreiten. In der Saison 1991 setzte Brun zunächst noch seine beiden Porsche 962C ein. Das Team konnte sich im Vergleich zum Vorjahr verbessern und es gelangen – begünstigt durch das neue Punktesystem, nach dem nun die ersten zehn Teams Punkte erhielten – wieder regelmäßig Punkteplatzierungen. Nach der Hälfte der Saison wurde ein Porsche 962C durch die Eigenkonstruktion, den Brun C91, ersetzt. Dieses Fahrzeug war jedoch ein Desaster und überstand bei allen Rennen nur wenige Runden. Brun Motorsport schloss die Saison schließlich auf dem neunten Platz in der Teamwertung ab.
Brun sicherte anfangs zu, dass der Brun C91 für die Saison 1992 besser vorbereitet sein würde. Doch die finanzielle Anspannung nach dem erfolglosen Formel-1-Projekt sowie die Kosten für die Entwicklung des Brun C91 wurden zu hoch. Da in den letzten Jahren auch gute Ergebnisse ausblieben, konnten keine zahlungskräftigen Sponsoren mehr gewonnen werden. Noch vor Beginn der Saison 1992 löste Brun Motorsport sich schließlich auf.

## Geschichte als Konstrukteur
Walter Brun entwickelte während der gesamten Zeit von Brun Motorsport Fahrzeuge, obwohl nur eines seinen Namens trug. Zur Gründungszeit seines Teams wurde der Sauber SHS C6, den das vorherige Team GS-Tuning eingesetzt hatte, beibehalten. Brun glaubte, das Fahrzeug hätte Potenzial in der Klasse C2 und modifizierte das Chassis, um es auf einen Cosworth-V8-Motor umzustellen. Probleme mit dem Wagen veranlassten Brun jedoch, das Triebwerk durch einen turbogeladenen BMW-Motor zu ersetzen, der vorher von Sauber verwendet worden war. Dennoch erwies sich das Fahrzeug als kaum konkurrenzfähig, sodass Brun stattdessen einen Porsche 956 kaufte.
Später, nach vielen Jahren von Erfahrung und Erfolgen mit dem Porsche 956 und später mit dem Porsche 962C, wurde Brun dazu gedrängt, zu den Werksteams Jaguar und Mercedes-Benz aufzuschließen. Um den Porsche 962C zu verbessern, begann Brun 1987 mit den Entwicklungsarbeiten an einem eigenen Chassis. Um die Schwachstellen des Porsche 962C auszubessern, erhielten diese Fahrzeuge ein neues Monocoque von Brun, auf das Teile des Porsche 962C montiert wurden. Insgesamt wurden acht dieser Fahrzeuge gebaut, von denen wenige an andere Teams verkauft wurden und der Rest Bruns Flotte an Porsche 962C ergänzte.
Bruns größtes Projekt war die Entwicklung des Brun C91 1991 in Vorbereitung auf die Reglementsänderungen für die Saison 1992. Das Fahrzeug hatte ein neues Design mit einigen Elementen des Peugeot 905, des Mercedes-Benz C291 und des Jaguar XJR-14 wie einen großen Doppelheckflügel und eine niedrige Karosserie, die von einem großen Cockpit dominiert war. Wegen des neuen Reglements, das turbogeladene Sechszylinder-Boxermotoren von Porsche verbot, musste Brun auf einen gewöhnlichen Saugmotor zurückgreifen. Brun wandte sich an Judd, denselben Motorenhersteller, der Brun auch schon während des Formel-1-Projekts belieferte, von dem das Team nun den neuen Judd-EV-V8-Motor erhielt. Das Fahrzeug hatte allerdings seit seinem Debüt Mitte der Saison 1991 ununterbrochen große mechanische Probleme. Brun konnte sich nie mit dem Fahrzeug arrangieren, bis die unzureichende Finanzierung ihn zur Auflösung zwang.